# Folkomröstningen om skotsk självständighet 2014

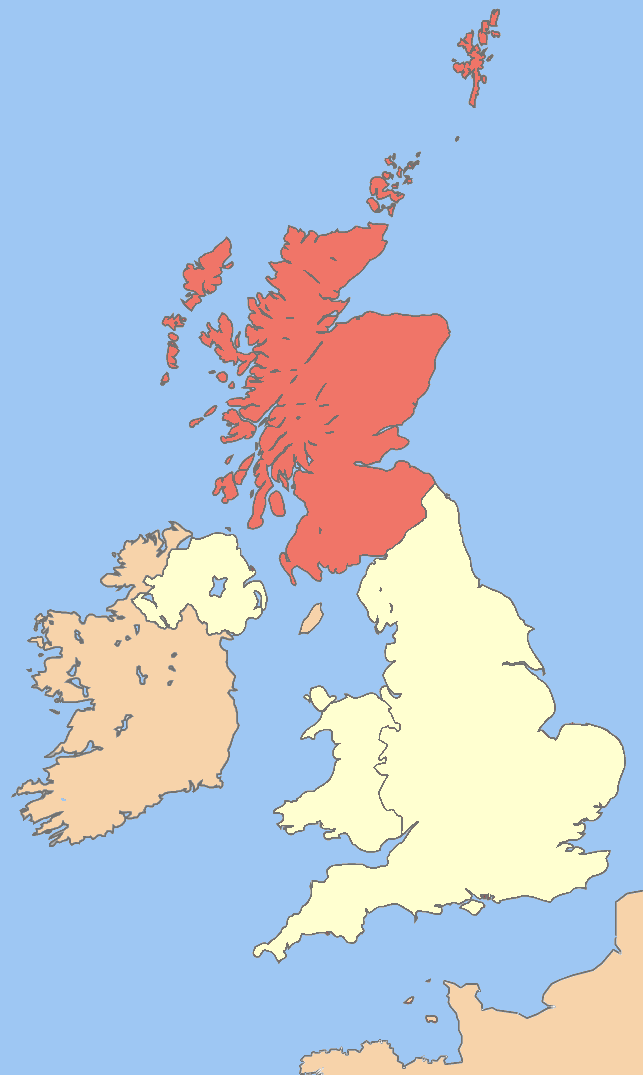
Skottlands läge som riksdel inom Förenade konungariket Storbritannien och Nordirland.

Folkomröstningen om skotsk självständighet var en folkomröstning som hölls den 18 september 2014 i Skottland som behandlade frågan huruvida Skottland skulle söka självständighet från Förenade konungariket Storbritannien och Nordirland. Folkomröstningen var ett vallöfte utfärdat av det skotska nationalistpartiet Scottish National Party, som efter 2011 års val till det skotska parlamentet hade bildat en egen majoritetsregering. Folkomröstningen hade föregåtts av förhandlingar mellan de skotska och brittiska regeringarna, och resulterade i att det skotska parlamentet gavs rätten att lagstifta om utlysandet av en folkomröstning. Frågan, som kunde besvaras med ett ”ja” eller ”nej”, löd: ”Borde Skottland bli ett självständigt land?” Folkomröstningen resulterade i en vinst för nej-sidan med 55,3 procent mot ja-sidans 44,7 procent. Valdeltagandet var det högsta i Skottland sedan den allmänna rösträttens införande i Storbritannien.
Efter folkomröstningen tillsattes en kommitté som tog fram förslag på att överföra mer makt till det skotska parlamentet och på att göra detta till en permanent konstitutionell institution, förslag som sedan blev verklighet. Folkomröstningens utfall dämpade dock inte kraven på självständighet, och efterföljande skotska regeringar har fortsatt driva kraven på självständighet och en ny folkomröstning. I december 2022 slog den brittiska högsta domstolen fast att den skotska regeringen inte har rätt att utlysa en ny folkomröstning om skotsk självständighet utan den brittiska regeringens medgivande.

## Bakgrund

### Politisk-historisk översikt
Skottland är, tillsammans med bland annat Flandern, Baskien, Katalonien och Quebec, ett exempel på en statslös nation som eftersträvar självständighet. Fram till 1707 var dock Skottland en suverän stat. Ända sedan medeltiden hade Skottland en ansträngd relation till grannen England som resulterade i ett flertal krig. Efter den engelska drottningen Elizabeth I:s död 1603 förenades dock de två staterna, båda kungadömen, i en personalunion med den skotske kungen James II (Seamus VI) som gemensam monark. Skottland förblev dock en självständig stat med ett separat utbildnings- och rättssystem, statskyrka, statsförvaltning och parlament.
Unionen var inte huggen ur sten. 1704 genomdrev det skotska parlamentet en lag som krävde att den barnlösa drottning Anne skulle efterföljas av en protestantisk tronföljare av skotsk, kunglig börd. Motdraget från det engelska parlamentet bestod i ett hot om engelsk bojkott av skotska varor. Den skotska ekonomin befann sig redan i ett mycket svårt läge på grund av misslyckade och kostsamma försök att etablera kolonier i Karibien. Kort därefter valde det skotska parlamentet att inleda förhandlingar om en union med England vilket resulterade i 1707 års unionsakter.
En särskild minister för Skottland fick det övergripande ansvaret för landets styre, men i övrigt påverkades inte skotska institutioner nämnvärt. Efter det misslyckade Jakobitupproret 1745 inleddes en lång tids förtryck mot framförallt skottar  bosatta i högländerna, med bland annat förbud mot skotska kulturyttringar, tvångsförflyttningar och utvandring som följd. Vid tiden för unionsbildandet och framåt var dock såväl den skotska intelligentsian som pressen positivt inställd till unionen. Många skottar såg unionen med England som ett sätt att utöka sitt imperium.
Till skillnad från många andra delar av Europa så svepte inga nationalistiska vågor över Skottland under 1800-talet, vilket bland annat kan förklaras av att stora delar av den skotska intelligentsian hade ett nära förhållande till England och i stor utsträckning lämnade Skottland för att bosätta sig i London. I viss utsträckning uttryckte också skottar sin patriotism genom att rösta på Labour eller Liberaldempkraterna. I samband med att premiärminister William Gladstone 1886 lade fram planer för irländskt självbestämmande bildades dock en rörelse för skotskt självbestämmande, ur vilken föregångspartierna till dagens Scottish National Party växte fram. Det ökade intresset för självständighet var delvis en följd av att Irlands konstitutionella status hade fått som följd att viktiga skotska frågor eftersatts av flera regeringar. Under sent 1800-tal bildades också organisationer som kämpade för en keltisk konfederation mellan Irland och Skottland.
Med början på 1960-talet ökade stödet för självständighet. Detta sammanföll med en vänstervåg i skotsk politik, men det är framförallt priset på olja som har lyfts fram som orsaken till det ökade stödet för självständighet. Särskilt det nationalistiska partiet Scottish National Party, som är drivande i kampen för självständighet, gjorde oljefrågan till sin, och kampanjade under 1970-talet under parollen ”It's Scotland's oil!”
År 1979 hölls en folkomröstning där de skotska väljarna fick ta ställning till om det skulle skapas ett nytt skotskt parlament. Trots att en majoritet röstade för förslaget föll det då deltagandet understeg 40 %, vilket var ett lagstadgat krav för att resultatet skulle hedras. När en ny folkomröstning hölls 1997 röstade över 60 % av väljarna för att skapa ett skotsk parlament. Samma år röstade också Wales för att bilda en egen lagstiftande församling.
Parlamentet bildades så 1999 och inhystes till en början i Church of Scotlands lokaler innan den nuvarande parlamentsbyggnaden stod klar 2004, belägen i Holyrood i Edinburgh. De första skotska regeringarna (som gick under namnet the Scottish Executive) var koalitioner mellan Labour och Liberaldemokraterna. Det skotska valsystemet, som kombinerar proportionerlig representation med majoritetsval i enmansvalkretsar, skapades för att göra det svårt att bilda majoritetsregeringar. Efter valet 2007 blev SNP största parti men hade inte egen majoritet. För att få en majoritet skulle åtminstone tre av de större partierna måst ingå en koalition, men efter att ha gjort ett dåligt val vägrade Liberaldemokraterna att ingå i en nya koalition med Labour. Eftersom Labour och Liberaldemokrater inte heller kunde tänka sig att stödja vare sig SNP eller de konservativa, blev det till slut SNP som fick bilda minoritetsregering. SNP stärkte sin makt ytterligare under sin första mandatperiod, delvis på grund av införandet av ett proportionellt valsystem (single transferable vote) 2007 i skotska lokalval. Partiet satte genast igång ett process att framhålla Skottlands självbestämmande genom olika symboliska uttryck, till exempel genom att byta namn på den exekutiva delen av makten från the Scottish Executive till the Scottish Government.
År 2011 gick SNP till val på att utlysa en folkomröstning om självständighet ifall man fick egen majoritet. I valet blev SNP största parti och fick dessutom som första parti i Skottlands historia egen majoritet i parlamentet, även om bara med ett mandats marginal. Förhandlingar inleddes med den brittiska regeringen året därpå. Den 15 oktober 2012 undertecknades så en överenskommelse mellan Storbritanniens premiärminister David Cameron och Skottlands försteminister Alex Salmond om att hålla en folkomröstning.

### Folkomröstningens orsaker
En mängd faktorer ledde fram till folkomröstningen 2014. En fråga som upptog mycket plats i debatten både innan och efter folkomröstningen rörde huruvida Skottlands deltagande i den brittiska unionen präglades av ett demokratiskt underskott. Rent procentuellt har den skotska befolkningen dock inte varit underrepresenterad i det brittiska underhuset sedan 1885, och under större delen av 1900- och 2000-talet har Skottland till och med varit marginellt överrepresenterat. I stället har demokratiskt underskott kommit att diskuteras i kvalitativa termer.
Den samtida politiska konflikten mellan England och Skottland ses ofta som en vänster-högerfråga, och den skotska väljarkåren har framställts som vänsterlutande och progressiv, till skillnad från de konservativa engelsmännen. Bilden av den skotska väljarkåren är dock kraftigt förenklad då Labour, det historiskt sett största vänsterpartiet i Skottland, aldrig fått en majoritet av rösterna i något val, även om partiet tack vare majoritetsvalsystemet allt som oftast vunnit en majoritet av de skotska platserna i underhuset.
Konflikten mellan Skottland och England kan också förstås i termer om centrum och periferi. Trots Skottlands koloniala historia kom politiska teoretiker under efterkrigstiden att börja betrakta också Skottland som ett offer för kolonialism. I takt med att Skottlands koloniala arv har börjat diskuteras allt mer har dock den typen av jämförelser tonats ned. Konflikten mellan centrum och periferi framhålls dock som en viktigt orsak till att ett parti som SNP har lyckats växa. SNP har konsekvent spelat på avståndet mellan Skottland och regeringen i London och fört fram åsikten att, oavsett vad det skotska folket önskar, kommer det bli Englands vilja som avgör.
Konflikten har också en vidare, kulturell dimension. Sedan kampen för självständighet tog ny fart efter 1979 års folkomröstning har skotsk kultur präglats av en vilja att distansera sig från nationella klichéer och den medföljande känsla av underläge som detta ansågs ha givit upphov till. Den här frågan diskuteras ofta som ett exempel på Scottish cringe, alltså en form av skotskt mindervärdeskomplex. Också självständighetsomröstningen präglades av en vilja att transformera Skottland från en plats att besöka till en plats att leva på, och kulturorganisationer som kampanjade för självständighet arbetade för att framställa Skottland som ett progressiv och land.
Ekonomiska faktorer spelade också en stor roll, och kopplades ofta till frågor om demokrati och välfärd. Skotska nationalister har i allt högre grad kommit att betrakta mindre grannländer som  Irland och de baltiska och nordiska staterna som demokratiska och ekonomiska förebilder, vars framgångar kopplas samman just medländernas storlek. Större stater, som Storbritannien, framställa i stället som misslyckade just på grund av sin storlek.

## Folkomröstningens tillkomst och utformning
Den 15 oktober 2012 undertecknades det nödvändiga avtal som möjliggjorde folkomröstningen. Avtalet, som kommit att kallas the Edinburgh Agreement, stipulerade att endast en fråga fick förekomma på valsedeln, och den skulle enbart gälla skotsk självständighet och besvaras med ett ”ja” eller ”nej”. Detta var ett krav från både den brittiska regeringens men också från det brittiska parlamentets sida för att släppa igenom den lagstiftning som skulle krävas för att tillfälligt överföra makten att utlysa folkomröstningen till det skotska parlamentet. Den skotska regeringens ingång hade varit att också låta väljarna ta ställning till huruvida mer makt skulle överföras från Westminster till det skotska parlamentet, det som i media kallades ”devo-max”.
Den fråga som återfanns på valsedlarna löd: ”Should Scotland be an independent country?” (Borde Skottland bli ett självständigt land?).
Det skotska regeringen lade proposition i mars 2013 och denna blev till lag den 17 december samma år. Lagen (Scottish Independence Referendum Act 2013) klargjorde formerna för folkomröstningen, dess finansiering, spridande av information och rösträtt.
Huvudprincipen för rösträtt var att människor permanent boende i Skottland skulle ha rösträtt. Detta innebar således att skottar boende utanför landets gränser inte hade rösträtt. Detta reflekterade den förändring som skotsk nationalism genomgått, där frågan om etnicitet och folk har fått ge vika för idén att ingen är bättre lämpad att styra ett land än de som bor där. Också valet att sänka rösträttsåldern till 16, vilket hade brett stöd i parlamentet, reflekterade det regerande nationalistpartiets vilja att sänka rösträttsåldern i alla skotska val.
För att få rösta skulle man således vara minst 16 år, permanent boende i Skottland och antingen:
- Brittisk eller irländsk  medborgare;
- EU-medborgare;;
- Medborgare i medlemsstat inom Samväldet med godkänt uppehållstillstånd

Utöver detta gällde särskilda regler för brittisk statligt anställd personal med tjänstgöring på annan ort, exempelvis för militär personal, diplomatkåren och viss annan statligt anställd personal och medlemmar i överhuset (House of Lords). För att få rösta var man (som är fallet med alla brittiska val) registrera sig hose den brittiska valmyndigheten (Electoral Commission) vilket 4 283 938 personer gjorde, vilket motsvarar ungefär 97 procent av den röstberättigade befolkningen.
Överenskommelsen stipulerade också att folkomröstningen skulle äga rum innan den 31 december 2014. Datumet sattes till den 18 september 2014. Den i lag reglerade kampanjperioden pågick mellan 30 maj och 18 september.

## Aktörer
I enlighet med då gällande brittisk lagstiftning utsågs två stycken huvudsakliga kampanjorganisationer: en för självständighetssidan (Yes Scotland) och en för unionssidan (Better Together). Den officiella kampanjperioden spände mellan den 30 maj och 18 september 2014, och under den här perioden begränsades de två kampanjernas utgifter till 1,5 miljoner brittiska pund. De summor som politiska partier fick lägga på kampanjande beräknades utifrån partiernas resultat i valet till det skotska parlamentet 2011. Inga offentliga medel betalades ut, utan organisationerna fick förlita sig på privata donationer. Alla kampanjer och organisationer som kampanjade var tvungna att registrera sig hos den brittiska valmyndigheten. Allt som allt registrerade sig 42  organisationer.

### Kampanjer och kampanjorganisationer
De två kampanjer som upptog mest politiskt utrymme var självständighetskampanen Yes Scotland och unionskampanjen Better Together. Kampanjen involverade dock en stor mängd olika organisationer.

#### Yes Scotland
Yes Scotland omfattade partierna SNP, Scottish Green Party och Scottish Socialist Party, men hade också en lång rad andra organisationer kopplade till sig. De flesta av dessa var ad hoc, men några överlevde ytterligare en tid. Greens och SSP kampanjade också under egna namn.
Kampanjen leddes officiellt av Dennis Canavan, en tidigare skotsk parlamentsledamot för Labour, men det dagliga arbetet sköttes av Blair Jenkins, som hade en bakgrund på BBC Scotland. Huvuddelen av kampanjpersonalen bestod av personal från SNP och Scottish Greens. Dock var det SNP som dominerade kampanjen (partiet kampanjade inte under eget namn). De gröna uttryckte i kampanjens inledning en oro för att kampanjen skulle komma att domineras av SNP, men det har föreslagits att de grönas deltagande i stället bidrog till att skapa en bild av att kampanjen inte bara handlade om SNP. Då SNP också var regeringsparti hade kampanjen stöd av den skotska regeringen.
Yes Scotland drevs av en tydlig vision om ett självständigt Skottland och hade stor synlighet under kampanjen. Med tanke på den stora förändring som självständighet skulle inneburit spände kampanjen över många politikområden, som ekonomi och finans, valuta, EU, välfärd, försvar och framtida konstitutionella förändringar. Frågor inkluderade allt från monarkins ställning och kärnvapeninnehav till kostnaden för att fortsatt ha tillgång till BBC.

#### Better Together
Better Together bestod huvudsakligen av de tre stora partierna i brittisk politik: Labour, de konservativa och liberaldemokrater (de två senare satt i regeringsställning, och regeringen gav i sin tur sitt stöd till kampanjen. Labour bedrev också en egen, separat kampanj, United with Labour. Den skotska grenen av Labour hyste under kampanjandet farhågan att samarbetet med ärkerivalerna skulle få ödesdigra följder.
Better Together leddes av Labours före detta finansminister Alistair Darling och Labour bistod också med huvuddelen av arbetsstyrkan. Kampanjen präglades av svåra interna stridigheter och hade låg synlighet under hela kampanjen. Kampanjen hade också svårt att presentera en enhetlig vision för Skottlands fortsatta roll i unionen; framförallt hade man svårt att nå ut med budskapet att ett ”nej” inte bara skulle leda till status quo.
Better Together hade också svårt att knyta andra organisationer till sig. Trots sina nära band till Labour förhöll sig de flesta fackförbund neutrala. Även om näringslivet till största del var emot självständighet, undvek branschorganisationerna att ta ställning.

#### Övriga kampanjer och kampanjorganisationer
En stor mängd ad hoc-organisationer grundades för att kampanja för självständighet. Dessa appellerade antingen till sociala grupper, som Poles for an Independendent Scotland (TAK) och Women for Independence, eller till olika sektorer, som Architects for Yes eller Business for Scotland.
En av de mest framträdande kampanjorganisationerna var National Collective. National Collective grundades redan 2011 och utvecklades till en löst sammanhållen rörelse av framförallt unga och personer från kultur- och utbildningssektorn. Organisationen hade en tydlig vänsterprofil och förespråkade radikal demokrati och en pånyttfödelse av skotsk kultur. Som en del av kampanjandet organiserade de teaterpjäser, konserter och en festival. National Collective upphörde år 2015.
Ett flertal framstående organisationer överlevde dock själva självständighetskampanjen. The Common Weal är en socialdemokratisk tankesmedja som eftersträvar en välfärdsstat av nordiskt snitt. The Radical Independence Campaign kampanjade också för ett socialistiskt Skottland samt för införandet av en republik och ett mer sekulärt samhälle. Kampanjen bestod mestadels av unga människor och riktade in sig på de så kallade ”missing million”, det vill säga de skottar boende i områden med lågt valdeltagande. Women for Independence skapades för att balansera det övertag som manliga röster hade i debatten om självständighet. Women for Independence anordnade framförallt konferenser och gav ut publikationer. För att stärka relationerna mellan Skottland och de nordiska staterna grundades nätverket Nordic Horizons.

### Politiska partier
Ja-sidan dominerades av tre partier: SNP, Scottish Greens och Scottish Socialist Party (SSP) (de två senare kampanjade också under eget namn). De tre partierna hade dock olika motiv för sitt kampanjade.
SNP är ett parti som står till vänster i ekonomiska frågor. Partiets nationalism brukar beskrivas som liberal (civic) snarare än etnisk eller kulturell. SNP har beskrivits som ett enfrågeparti för vilket självständighet är ett självändamål.# Partiet konstruerar självständighet som lösningen till en rad sociala problem, och menar till exempel att självständighet skulle minska det demokratiska underskottet, förbättra ekonomin, öka möjligheten till sociala reformer och investeringar i grön industri.
Scottish Greens växte ur en bredare grön rörelse som också hade nära band till den skotska fredsrörelsen. Partiet kom att ta ställning för självständighet först efter att det skotska parlamentet grundats år 1999, och har i huvudsak instrumentell förståelse av självständighet. Forskning om partimedlemskap visar att de skotska gröna eftersträvar självständighet i mindre utsträckning än SNP. Medlemmarna brinner främst för rättvisefrågor och förespråkar en övergången till ett alternativt, grönt samhälle.
SSP hade redan åkt ur parlamentet redan i valet 2007 och hade vid tiden för folkomröstningen ett dalande medlemskap. Till skillnad från det skotska kommunistpartiet (SCP), tog SSP ställning för självständighet. Med utgång i Marx' läror argumenterade man för att självständighet i längden skulle gynna arbetarklassen.
Nej-sidan utgjordes av de tre största partierna i Storbritannien: Labour, de konservativa och liberaldemokrater. Partierna hade ytterst svårt att samarbeta och i praktiken sköttes kampanjarbetet av Labour. Partiet var dock själv djupt splittrat, och många Labour-väljare röstade också för självständighet. Partiet försökte också driva en självständig kampanj men hade svårt att hitta lämpliga företrädare.
De konservativas och liberaldemokraternas stöd för unionen var tydligt. I slutet av 1800-talet hade Liberaldemokraterna splittrats över frågan om irländskt självbestämmande, och en stor del av partiets parlamentsledamöter bytte då sida och grundade ett nytt parti: the Liberal Unionist Party. Det nybildade partiet inledde ett nära samarbete med de konservativa, och slogs 1912 också samman med detta. Liberalernas syn på unionen kan härledas till den ideologiska förgrundsgestalten John Stuart Mill, som i sin Considerations on representative government argumenterade för att minoriteter som skottar och walesare borde ge upp sina gamla identiteter och i stället omfamna det brittisk medborgarskapet.

## Opinion
Fram till starten av den officiella kampanjperioden den 30 maj 2014 ledde nej-sidan stort över ja-sidan. Den först publicerade opinionsundersökningen efter kampanjstarten, med 1 011 intervjuer från perioden 21-28 maj och publicerad den 11 juni, visade en övervikt för nej-sidan med 42 procent mot 30 procent på ja-sidan och 28 procent osäkra väljare. En trend i opinionsundersökningarna under kampanjperioden fram till folkomröstningsdatumet den 18 september var att ja-sidan hämtade in det försprång som nej-sidan haft tills att opinionen framstod som mycket jämn. En opinionsundersökning från perioden 2-5 september, med 1 084 intervjuer, visade ett övertag för ja-sidan med 45 procent mot 42 för nej-sidan, och 7 procent osäkra väljare.

## Valresultat
När samtliga 32 valdistrikt var färdigräknade visade sammanräkningen att väljarna avvisat förslaget om självständighet för Skottland, med 55,3 procent Nej-röster mot 44,7 procent Ja-röster. Valdeltagandet var 84,6 procent med 1 617 989 avgivna Ja-röster och 2 001 926 Nej-röster.

## Konsekvenser av folkomröstningen
Premiärminister David Cameron välkomnade nej-resultatet av folkomröstningen som innebär att landet hålls samman, och han utlovade efter att valresultatet presenterats utökat självstyre inte bara i Skottland utan även långtgående reformer i resten av landet (engelska: the rest of the UK) med utökade befogenheter. Detta innebär att förutom Skottland så kan även Wales och Nordirland se fram mot utökat självstyre. Det innebär också en utlovad reform om att underhusledamöter från självstyrelseregionerna i det brittiska parlamentet inte längre skall kunna rösta i frågor som avser styret av England, den så kallade West Lothian-frågan.
West Lothian-frågan har varit omdebatterad och ett resultat där Skottland röstat för självständighet skulle inneburit ett annat slags svar på frågeställningen genom att de skotska ledamöterna vid självständigheten skulle lämnat det brittiska parlamentet. Då Skottland valt att stanna kvar i unionen uppstår inte heller frågeställningar som vad "the rest of the UK" bestående av England, Wales och Nordirland skulle kunna kalla sig, använda för flagga, etc.